# Polietes orientalis
Polietes orientalis är en tvåvingeart som beskrevs av Adrian C. Pont 1972. Polietes orientalis ingår i släktet Polietes och familjen husflugor. Inga underarter finns listade i Catalogue of Life.